# Aricidea bulbosa
Aricidea bulbosa är en ringmaskart som beskrevs av Hartley 1984. Aricidea bulbosa ingår i släktet Aricidea och familjen Paraonidae. Inga underarter finns listade i Catalogue of Life.